# Муотка, Олли
Олли Юхани Муотка (фин. Olli Juhani Muotka, род. 14 июля 1988 года, Рованиеми) — финский прыгун с трамплина, бывший спортсмен по лыжному двоеборью.
До 2007 года в основном принимал участие в соревнованиях по лыжному двоеборью, в чемпионате мира среди юниоров по прыжкам с трамплина.
В 2007 году на Кубке мира по прыжкам с трамплина завоевал бронзовую медаль в командном зачёте.
В декабре 2007 года дебютировал в Континентальном Кубке по прыжкам с трамплина, оказавшись на двенадцатом месте.
В январе 2010 года завоевал бронзовую медаль в чемпионате мира по прыжкам с трамплина в Палице.